# Arraias do Araguaia
Arraias do Araguaia är ett vattendrag i Brasilien.   Det ligger i delstaten Pará, i den centrala delen av landet, 900 km norr om huvudstaden Brasília.
Omgivningarna runt Arraias do Araguaia är huvudsakligen savann. Trakten runt Arraias do Araguaia är nära nog obefolkad, med mindre än två invånare per kvadratkilometer.